# (395998) 2013 BO46
(395998) 2013 BO46 ist ein Asteroid des mittleren Hauptgürtels. Er wurde am 15. September 2007 am Mount-Lemmon-Observatorium der Catalina Sky Survey entdeckt. Mit einer Exzentrizität von nur 0,0015 hat er eine der geringsten Exzentrizitäten die bisher bei einem Asteroiden im Hauptgürtel gemessen und bestätigt wurden. Innerhalb des Sonnensystems wird er möglicherweise noch von einigen transneptunischen Objekten übertroffen, zum Beispiel von 2002 PL153 mit einer Exzentrizität von nur 0,000004.